# Love Generation (chanson de Dream)
 (mars 2012).
Si vous disposez d'ouvrages ou d'articles de référence ou si vous connaissez des sites web de qualité traitant du thème abordé ici, merci de compléter l'article en donnant les références utiles à sa vérifiabilité et en les liant à la section « Notes et références ».
Singles de dream
Pure
(2004) Soyokaze no Shirabe / Story
(2005)
Love Generation  est le dix-huitième single du groupe de J-pop dream, sorti en 2004.

## Présentation
Le single sort le 11 août 2004 au Japon sous le label avex trax, une semaine seulement après le précédent single du groupe, Pure. Il atteint la 26e place du classement Oricon, et reste classé pendant trois semaines. C'est le deuxième disque sorti par la formation du groupe à sept membres, après le départ de Risa Ai.
Le single fait partie d'un projet spécial constitué de deux singles one coin CD à prix réduit (celui d'une pièce de monnaie de 500 yen) sortis à une semaine d'intervale, avec des pochettes à première vue similaires ne différant que par sept détails mineurs à la façon d'un jeu des sept erreurs (position de la chanteuse centrale, déchirure d'un pantalon, cordon à un poignet, petit doigt levé, lettre inversée sur un T-shirt, trou de ceinture...). 
Chacun des deux singles contient une seule chanson, accompagnée de la version instrumentale de celle de l'autre single.
Ainsi, le second d'entre eux contient la chanson-titre Love Generation et en "face B" la version instrumentale de la chanson-titre du single Pure, qui était sorti le 4 août précédent avec la version instrumentale de Love Generation en "face B".
Les deux chansons de ces singles sont utilisées comme thème musical pour la comédie musicale Beat Pop Fighting Girls jouée par les membres du groupe et l'actrice Rio Matsumoto le même mois. Elles figureront en titres bonus sur la première édition de l'album spécial 777 ~Best of Dreams~ qui sort deux mois plus tard, à la fois album de reprises et best of, puis sur la compilation 7th Anniversary Best de 2007.

## Membres
- 1re génération : Kana Tachibana, Yū Hasebe
- 2e génération : Sayaka Yamamoto, Erie Abe, Aya Takamoto, Ami Nakashima, Shizuka Nishida

## Liste des titres
1. Love Generation
2. PURE (Instrumental)